# گروه کولوکول
گروه کولوکول (انگلیسی: Kolokol Group) یک گروه کوه آتشفشانی در جزایر کوریل کشور روسیه است.